# Philips
Pour les articles homonymes, voir Philips (homonymie).
Pour l’article ayant un titre homophone, voir Phillips.
Koninklijke Philips N.V., plus connu sous le nom de la société Philips, est une société néerlandaise d'électronique, basée à Amsterdam. Elle fait partie des plus grands groupes en matière d'électroménager, d’équipement médical et d’éclairage au monde. Elle est également propriétaire du club de football du PSV Eindhoven.
En 2016, la société, qui emploie 114 000 personnes dans plus de cent pays (chiffres 2016), réalise un chiffre d'affaires de 24,52 milliards d’euros. Philips est organisé en trois activités, chacune d’entre elles correspondant à un domaine d'activité stratégique (DAS) de l’entreprise : Healthcare (« soins de santé ») : soins et santé ; Lighting (« éclairage ») : solutions d’éclairage pour professionnels et particuliers ; et Consumer Lifestyle (« mode de vie du consommateur ») : produits grand public.

## Histoire

### Fondation

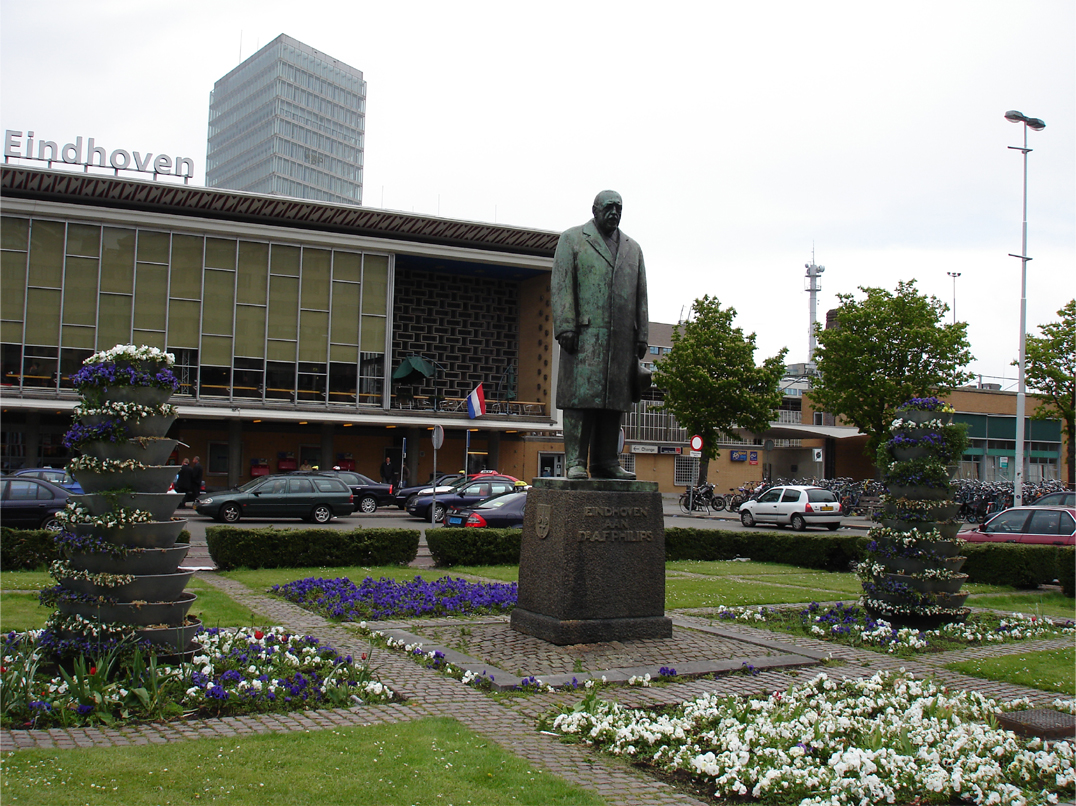
Statue d'Anton Philips à Eindhoven.

La société est fondée en 1891 par les frères Gerard (1858-1942) et Anton Philips (1874-1951) à Eindhoven, aux Pays-Bas. Fils de Benjamin Philips, Gérard et Anton sont les petits cousins de Karl Marx par leur grand-mère paternelle, Sophie Pressburg, qui était la tante de Karl Marx. L'entreprise a commencé par produire des lampes à filament de carbone devenant au début du XXe siècle l'un des plus grands fabricants d'Europe. La première manufacture sert aujourd'hui de musée.

### 1891-1915
Le développement des nouvelles technologies d'éclairage combiné à l'effervescence de la seconde révolution industrielle en Europe conduisent à la création en 1914 du premier laboratoire de recherche Philips. C'est la Light Tower d'Eindhoven, aujourd'hui un des symboles architecturaux de la ville. Cette entité a pour objet l'observation et l'étude des phénomènes physiques et chimiques.

### 1917-1925
La mise en place du laboratoire de recherche en 1914 a permis une série de découvertes. Ces dernières ont contribué au développement de nouvelles innovations. Ainsi, en 1918, Philips présente son tube à rayons X médical : c'est le début de son implication dans le domaine des systèmes médicaux. Aux États-Unis, la marque de commerce est Norelco.
Au début des années 1920, Philips se lance dans la production de tubes électroniques (ou lampes radio).

### 1925-1939
En 1925, Philips est impliqué dans les premiers essais des téléviseurs ; un an plus tard, le 27 janvier 1926, on fête la naissance officielle de la télévision. En 1927, l'entreprise se lance dans la production de récepteurs radios. En 1933, elle vend son 100 millionième tube électronique TSF. La même année, Philips, qui a poursuivi ses efforts de recherche en matière médicale, commence sa production d'équipements médicaux de radiologie aux États-Unis.

### Philishave

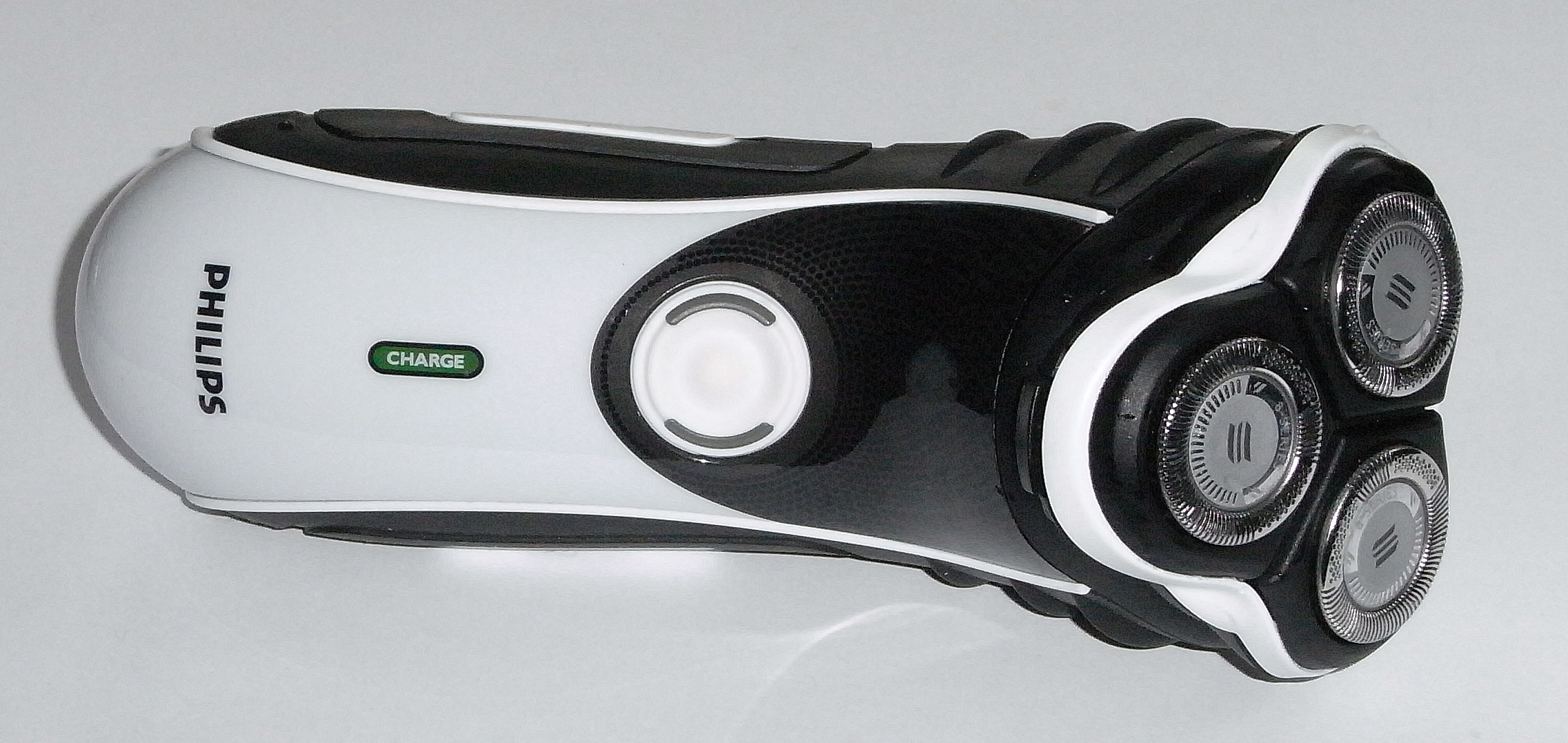
Rasoir Philips.

En 1939, le lancement du premier rasoir électrique, le Philishave, marque les débuts de la compagnie dans les produits de soins pour hommes.

### Seconde Guerre mondiale
Pendant la Seconde Guerre mondiale, les dirigeants de Philips, informés de l'invasion allemande des Pays-Bas le 9 mai 1940, décident de fuir aux États-Unis, emmenant avec eux une large portion du capital de la compagnie. Ils ont ainsi pu faire fonctionner la compagnie à distance pendant la guerre, l'ayant fait déménager (sur papier) aux Antilles néerlandaises. Après la guerre, Philips revient à Eindhoven, aux Pays-Bas. Beaucoup de centres de recherche avaient été cachés ou cadenassés, de sorte qu'après le retrait des Allemands, Philips peut rapidement reprendre ses activités. Durant les années 1940 et 1950, la science et la technologie connaissent un essor spectaculaire. Les laboratoires de recherche Philips s'inscrivent dans cette lancée : têtes pivotantes pour les rasoirs, de nombreuses avancées sur les transistors et des circuits intégrés, des contributions au développement de l'enregistrement, de la transmission et de la reproduction des images télévisées.

### 1950-1960

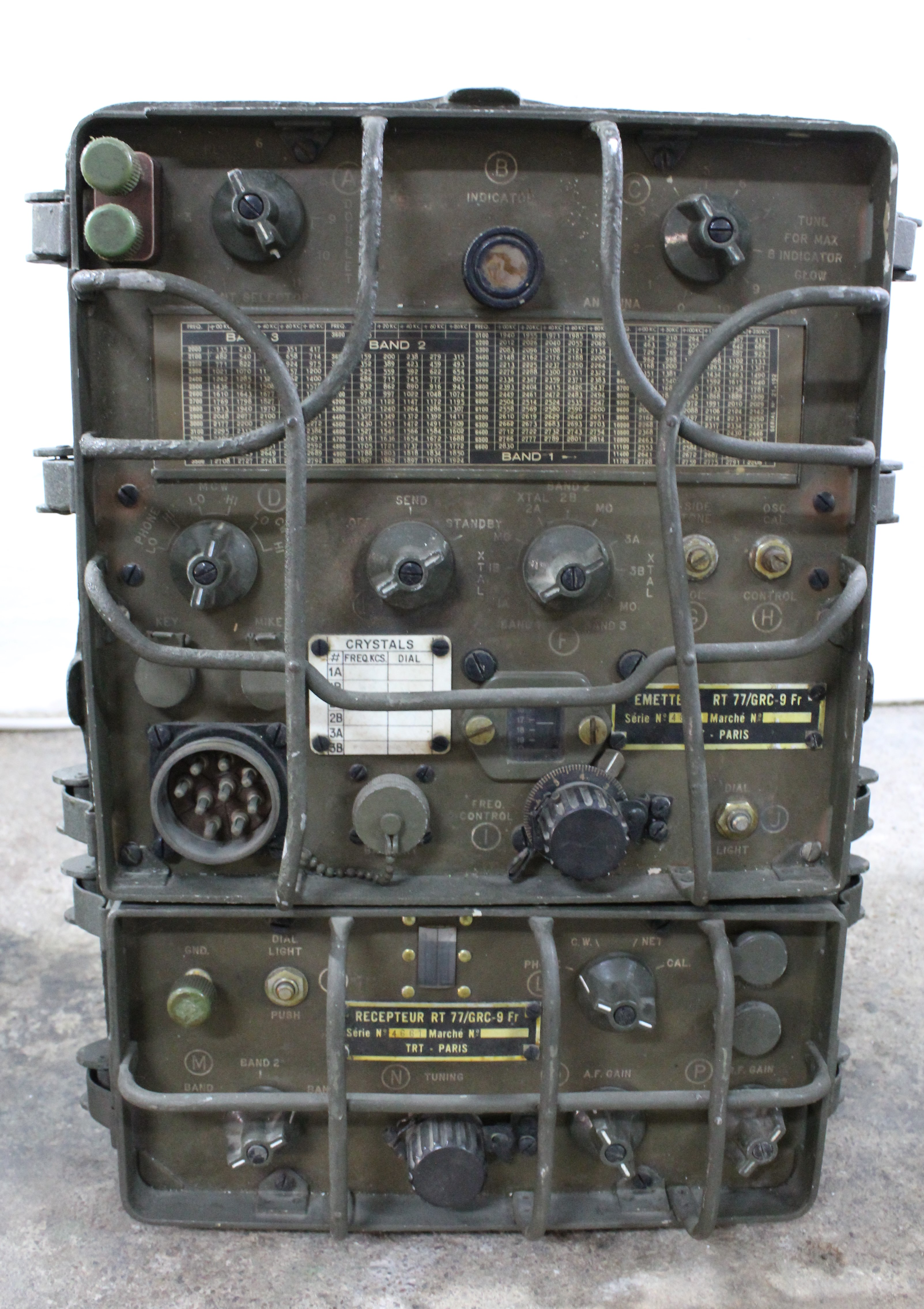
Un émetteur et un récepteur RT-77 d'un AN/GRC-9 des forces armées portugaises fabriqué par Télécommunications radioélectriques et téléphoniques (T.R.T.) en France a partie de 1953.

Philips lance son label discographique, Philips Records, en juin 1950 avec l'arrivée sur le marché de la première platine de disques électrique. Mais c'est surtout l'apparition, après la guerre, du 33 tours microsillon qui va lancer le label : le 28 septembre 1950, Philips fonde Philips Phonografic Industries dont le siège est à Baarn aux Pays-Bas. Pour la musique populaire, le catalogue de Philips est la reprise quasi intégrale de celui de la Dutch Decca Company. Otto Glastra van Loon est chargé de constituer le catalogue classique qui en quelques années devient très imposant et attire de grands noms, parmi lesquels la pianiste Clara Haskil dont le premier disque chez Philips Phonographic Industries paraît en 1951. Philips devient alors l'un des grands labels de musique classique.
En 1951, Philips rachète la maison de disques Polydor. Jacques Canetti, le directeur artistique de Polydor, y a déjà enregistré les premiers disques d’Edith Piaf, Roche et Aznavour, Henri Salvador, Jacqueline François... La proposition de Philips de racheter Polydor est acceptée par tous les artistes qui décident de suivre Canetti. La première à signer chez Philips sera Juliette Gréco. Le jour directeur artistique de Philips, la nuit aux Trois Baudets, Canetti met en place à travers son théâtre une extraordinaire « pépinière de talents » offrant ainsi à Philips une sorte de laboratoire d’art et essai qui donne aux artistes « le temps de devenir ».
C’est l’âge d’or de la chanson française. Plus d'une centaine d'artistes, musiciens, poètes, amuseurs, auteurs, comédiens vont commencer leur prodigieuse carrière chez Philips, avec Canetti. Des auteurs compositeurs interprètes : parmi eux citons, Francis Lemarque, Félix Leclerc, Georges Brassens, Jacques Brel, Guy Béart, Boris Vian, Serge Gainsbourg, Jean-Roger Caussimon, Anne Sylvestre, Boby Lapointe, Agnès Fontaine, Leny Escudero. Des interprètes, tels que Catherine Sauvage, Juliette Gréco, Patachou, Jacqueline François, Marcel Amont, Philippe Clay. Les Frères Jacques enregistreront les premières chansons de Jacques Prévert et les exercices de style de Raymond Queneau. Des humoristes aussi, tels que Pierre Dac, Francis Blanche, Fernand Raynaud, Robert Lamoureux, Raymond Devos, Darry Cowl, Jean Yanne. Des musiciens y commencent leur carrière, notamment Michel Legrand, André Popp, Alain Goraguer. De retour des États-Unis en 1955, Jacques Canetti propose à Boris Vian d'écrire les premiers rocks français qui seront chantés par Henri Salvador, puis par Magali Noël sur des musiques de Michel Legrand et Alain Goraguer. En 1957, il confie à Boris Vian la direction artistique des disques Fontana Records pour développer tout le répertoire jazz et chansons.
Dans le domaine de la littérature, Jacques Canetti « invente » pour Philips la collection « Auteurs du XXᵉ siècle », avec des auteurs prestigieux : Julien Green, Colette, Malraux, Mauriac, Romain Rolland, Pierre Mac Orlan, Jacques Prévert, Georges Simenon. Dans le domaine de la jeunesse, Canetti lance la série « Piccolo, Saxo et Cie » avec André Popp et Jean Broussolle, ainsi qu’un répertoire « jeune public » avec Lucienne Vernay et Les Quatre Barbus.
En 1962, Jacques Canetti démissionne de Philips pour créer son propre label, les Productions Jacques Canetti. Il aura créé, en moins de dix ans, le plus prestigieux catalogue de chansons françaises.
Dans le domaine industriel, Phillips prend le contrôle en 1952 en France de la Société Industrielle des Procédés Loth qui renommée Télécommunications radioélectriques et téléphoniques (T.R.T.) et fabrique entre autres des radios militaires américaines sous licence).

### 1960-1970

#### Musique
En 1962, on assiste au regroupement des activités musicales de Philips et de Siemens (propriétaire de Deutsche Grammophon depuis 1941). Un an plus tard, l'intérêt de Philips Phonographic Industries pour la musique, du fait de son label, est grandissant. Il lance la cassette audio inventée par Lou Ottens. Le PDG Georges Meyerstein-Maigret, réalise en 1966 le vœu de Georges Brassens, ramener le 30 cm (12 chansons) au prix de l'ancien 25 cm (8 chansons), une baisse de 26 % (19,95 francs).

#### Ordinateurs
Philips fabrique les premiers circuits intégrés d'Europe, au milieu des années 1960. Pour assurer les débouchés, il hésite à se lancer dans la production en série d'ordinateurs.
Fin 1967, c'est l'annonce de la création à l'été 1968, une division "Philips Computer Industrie ", spécialisée dans la production d'ordinateurs en vue de leur commercialisation "dans un public plus large" début 1969, avec des circuits intégrés et une "mémoire rapide". Puis il rachète en 1968 d'Electrologica et son ordinateur produit aux Pays-Bas.
Une division Philips Data Systems est fondée aux Pays Bas, dotée d'un nouveau centre d’études et de production à Apeldoorn, pour laquelle Philips chargea la France de développer dans un laboratoire d’électronique à Bobigny, près du laboratoire EDF, le mini-ordinateur P880, en circuits intégrés Philips DTL, cherchant à concurrencer l'IBM 1130. L'équipe est rejointe par des anciens de la CII, dont un responsable du département logiciel civil et Philippe Denoyelle, qui travaille en conception assistée par ordinateur et part en mission de 6 semaines aux États Unis, étudier les techniques de développement CMOS et les possibilités de contrat avec Collins, Fairchild et IBM. Le mini-ordinateur P880 entre en commercialisation en 1970, mais vendu et pas loué, restant dans le domaine industriel, dessin et automatismes. Il "tolere d’assez gros fichiers", permettant de "traiter des bases de données importantes, faire des tris croisés, des analyses factorielles", grâce au logiciel BDP4, de Xavier Debanne,aussi utilisé par les archéologues et les historiens qui a permis de lancer en 1972 un programme de traitement automatique des textes, pour créer une base prosopographique d'auteurs médiévaux anglais. Réputé plus rapide et puissant que con concurrent IBM, il l'a longuement remplacé à la Sorbonne chez les géographes du CNRS. Produit à l’usine Radiotechnique de Rambouillet, et se décline en gamme P850, P852, P856. En 1974, la division devra fermer juste après la sortie de la France d'Unidata.
En France, le groupe avait déjà créé en septembre 1950 avec le professeur Georges-Albert Boutry la Radiotechnique et TRT , cotées en bourse, pour valoriser le laboratoire LEPA, qui inaugure le 14 juin 1966 Limeil-Brévannes, une branche spécialisé dans l'arséniure de gallium, semi-conducteur aux propriétés très prometteuses, en vue du futur premier circuit intégré GaAs.

#### Circuits intégrés
Aux Pays-Bas, Philips avait toujours "consacré une part non négligeable de son activité à la recherche" puis accéléré au milieu des années 1960,, sans tenir compte de "mobiles uniquement financiers", grâce à un chiffre d'affaires de 2,1 milliards de francs en 1965, devant les 1,8 milliard de l'Allemand Siemens, ses laboratoires employant en 1965 l'essentiel des 2500 chercheurs dans ce domaine aux Pays-Bas, avec un "engagement récent" dans le "domaine du traitement de l'information". Le groupe compense l'insuffisance de l'aide publique" par "la dimension internationale des marchés" auxquels il a accès.
Soucieux de "la nécessité pour les petits pays d'unir leurs efforts face à la concurrence internationale", Philips fonde en juillet 1966 une société commune avec cinq horlogers suisses pour la fabrication de circuits intégrés. Il couple son usine néerlandaise de Nimègue à celle de Millbrook, en banlieue de Southampton, dans l'estuaire de la Tamise, où sa filiale Mullard est leader du marché anglais depuis près d'une décennie et présente en 1868 un transistor MOS dont la largeur de grille est de 1 µm, étape importante vers les nanotechnologies et contribuant à l'amélioration rapide des techniques de fabrication de l'époque.
L'usine de Millbrook, ouverte en 1957, pour transférer de Mitcham la fabrication de transistors en germanium, donne à Philips près de 60% du marché anglais des composants électroniques. Et en 1962, la fusion avec GEC, pour former ASM, absorbe son principal concurrent. Cette importante branche anglaise de Philips cumule les deux stratégies possibles à l'époque, "inventer avant les autres une nouvelle variété de composant" et mettre en place "des chaînes de production très puissantes" capables de battre la concurrence.
Elle affine des techniques de production à haut volume pour réduire les coûts unitaires et inonder le marché de composants compétitifs, en se lançant dans le développement du silicium et des circuits intégrés. Ainsi, dès que les ventes de germanium ont diminué, une production de masse a démarré en 1966 et 1967 à Mullard-Millbrook, faisant du site la plus grande usine de semi-conducteurs d'Europe, avec 3000 salariés,,, aux trois-quarts des femmes, et 200 scientifiques et ingénieurs, grâce une forte participation du monde universitaire
. L'université proche de Southampton avait ouvert en 1956 la seule chaire d'électronique du Royaume-Uni et IBM implanté non loin deux laboratoires de recherches, parmi ses six principaux européens.
Mais dans ce secteur en pleine évolution, Philips affronte la pénétration du marché anglais par Texas Instruments, Fairchild Semiconductor et Motorola, qui en contrôlent près de la moitié en 1967, causant une baisse moyenne des prix de 20 % par an, certains circuits intégrés ayant même baissé de 50 % de juillet 1967 à juillet 1968.
L'impact de cette concurrence s'est ajouté à des problèmes technologiques. L'usine de Millibrook avait accueilli dès 1964 un production à petite échelle de composants en silicium, mais ses efforts furent aussi freinés par les problèmes liés à la nouvelle technologie, "sous-estimés" concernant les équipements de thermocompression, "malgré des efforts considérables", causant des retards à partir du "milieu des années 1960". Après 18 mois d'arrêt, la production de composants DTL reprend en 1965 afin d'être utilisés dans la construction d’ordinateurs par Marconi   mais avec un rendement inférieur à ceux produits à l'usine jumelle Philips de Nimègue, aux Pays-Bas. Ces retards atteignent environ deux ans en 1966/67 et obligent à "l’achat d’équipement américain", dans un "environnement en évolution rapide", d'autant que la part de marché des semi-conducteurs britanniques détenue par Mullard a chuté à 23 % en 1967.
La production de DTL a alors commencé en 1967, sous licence de Westinghouse, puis de la technologie Fairchild Semiconductor, alors encore le leader reconnu du marché, en raison du succès de la logique TTL. Dans la foulée, Mullard a subi une défaite dans la "guerre" TTL 1969/71  contre Texas Instruments dont la technologie était devenue dominante, l'obligeant à "se retirer" du secteur des produits à fort volume et à finalement "adopter une stratégie défensive". Début 1972, Philips France licencie 1000 salariés sur 8000 malgré des ventes en hausse de 1 %, à 708 millions de francs, sa production se déplaçant vers d'autres filiales, en Grande-Bretagne (Mullard), en Allemagne de l'Ouest (Valvo) et en Belgique.

### 1970-1980
Les laboratoires de recherche Philips sont à l'origine d'avancées significatives dans le traitement, le stockage et la transmission d'images, de sons et de données. Ces avancées conduisent à l'invention du disque optique LaserVision, du Compact Disc et des systèmes de télécommunication optique. De ce fait, le label musical connaît lui aussi des avancées significatives : l'entité issue du regroupement de Philips Phonographic Industries et de Siemens donne naissance en 1971 au groupe PolyGram, qui acquiert le label Decca en 1980. Vers le début des années 1970, Philips a introduit la cassette à ruban audio avec un large succès, mais a échoué dans l'imposition de son standard pour les cassettes à ruban vidéo, le V2000, en faveur de Betamax et surtout de VHS, puis pour la cassette DCC (Digital Compact Cassette) lancée en novembre 1992 en partenariat avec Matsushita (Panasonic, Technics) face au MD de Sony, lequel sera finalement le seul survivant malgré un départ favorable à la DCC. Dans le domaine de l'éclairage, la recherche contribue au lancement de nouvelles lampes PL et SL à économie d'énergie.
Par ailleurs, le 6 septembre 1972, Philips rejoint le consortium Unidata, projet européen lancé le 28 janvier 1972 destiné à permettre dans les années 1970 l'émergence d'une grande industrie informatique européenne à l'identique d'Airbus dans l'aéronautique. Les compétences des trois participants étaient valorisées : la Compagnie internationale pour l'informatique (CII) recevait la maîtrise d'œuvre l'architecture des machines et le logiciel, la technologie électronique revenait à Philips, et Siemens se chargeait des périphériques mécaniques. Valéry Giscard d'Estaing élu président en 1974 met fin au projet en 1975 : la France dénonce unilatéralement l'accord Unidata et CII fusionne avec Honeywell-Bull. En 1982, Philips est l'un des trois industriels désignés par le « GIE Carte à mémoire » pour tester la carte à puce : CII-Honeywell Bull à Blois, Schlumberger (aidée de Roland Moreno) à Lyon, et Philips à Caen. C'est le modèle CII-HB qui gagne la compétition. Désormais, Philips et Bull forment un binôme dans le domaine de la carte à puce, proposant l'un l'autre des solutions quasi-interchangeables.

### 1980-1990
En 1983, Philips, en collaboration avec Sony, lance le Disque compact (ou CD). C'est également à cette époque (en 1984) que Philips fête la fabrication de son 100 millionième téléviseur. L'activité continue de croître dans les années 1980 avec l'acquisition de la division télévision de GTE Sylvania et des lampes Westinghouse.

### 1990-2000

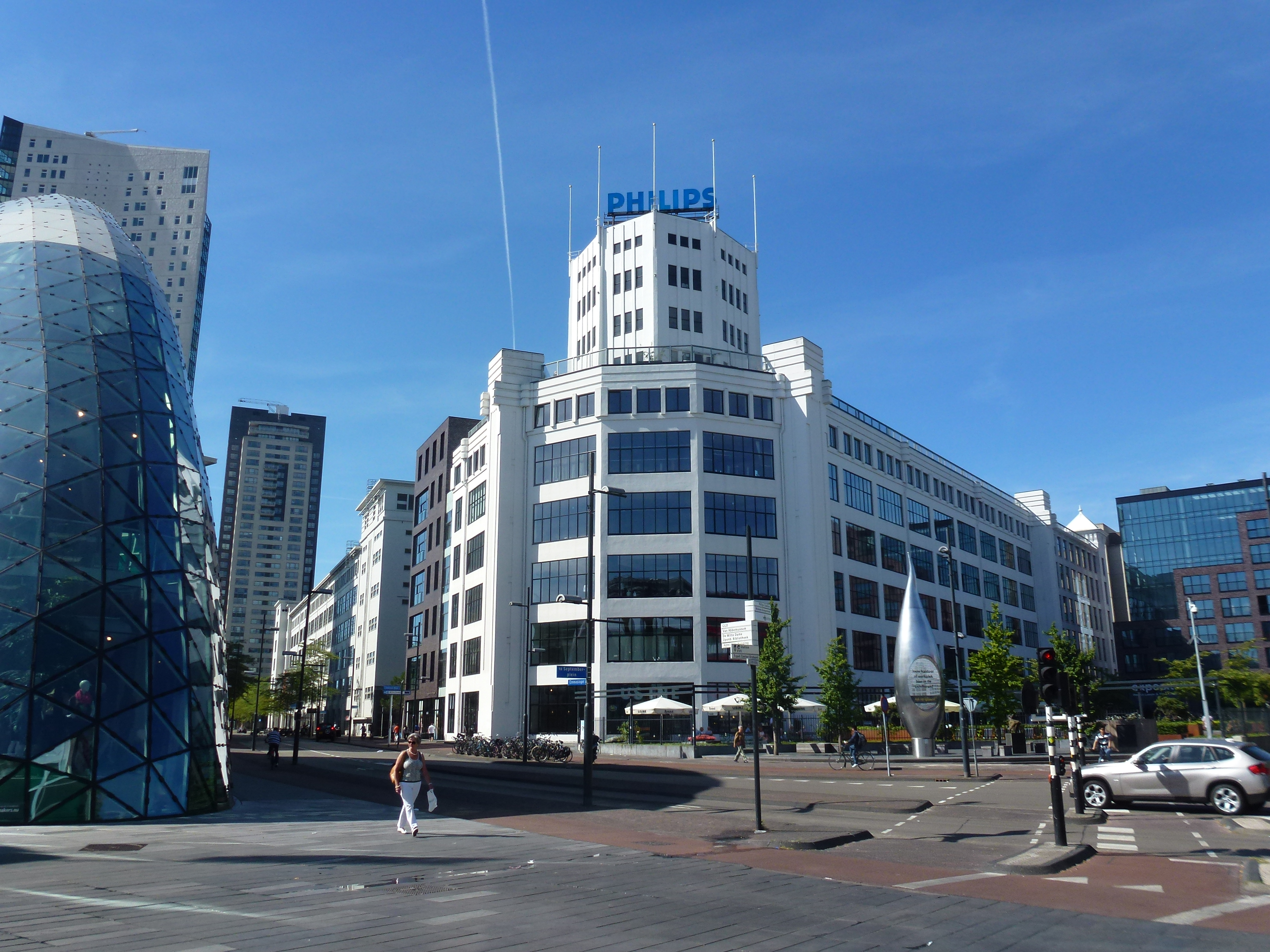
La Philips Light Tower à Eindhoven, à l'origine une fabrique d'ampoules, puis base du quartier général.

Les années 1990 sont marquées par un changement radical pour Philips. La société, en proie à des difficultés, a dû procéder à une restructuration. La structure de l’entreprise a été simplifiée et le grand nombre de secteurs d’activités sur lesquels Philips était engagé a été réduit. Entre 1997 et 2001, le siège social a été déménagé à Amsterdam. La société peut alors reprendre ses activités sur des bases saines. S'appuyant sur la réussite de son Disque compact, Philips fait le choix de collaborer avec Sony pour lancer en 1995 une nouvelle innovation : le DVD. En 1998, le groupe canadien Seagram rachète PolyGram et crée Universal Music Group.
L'américain Whirlpool rachète la branche électroménager de Philips en 1990, ce qui lui permet d'arriver sur le marché Européen. Les marques Laden, Bauknecht et Radiola qui appartenaient à Philips sont également reprises par Whirlpool.
Pendant plusieurs années, la marque PHILIPS/WHIRLPOOL sera apposée sur les appareils ; par la suite, seule la marque Whirlpool sera utilisée.

### Années 2000
Le 1er septembre 2006, Philips lance une spin-off de Philips Semiconductors en la vendant à un groupe d'investisseurs privés américain. La nouvelle société s'appelle « NXP » et est détenue à 80,1 % par le groupe d'investisseurs, Philips gardant les 19,9 % restants. Le nom « NXP » fait référence au slogan « Consumer Next Experience » ainsi qu'à la plateforme multimédia Nexperia de Philips Semiconductors. Les ventes de Philips connaissent alors un nouveau départ, délaissant les activités cycliques pour la construction d'une société centrée sur les applications, l'innovation et la promesse « Du sens et de la simplicité » de la marque.
En 2007, le Groupe Philips acquiert Genlyte Group en vue de renforcer sa position sur le marché nord-américain de l’éclairage extérieur. En 2007 toujours, Philips développe la technologie Ambilight éclairant les murs à proximité de la couleur majoritaire sur la zone de l'écran pour leurs télés sous les noms de Ambilight Spectra 2 pour un éclairage sur les côtés, Ambilight Spectra 3 pour un éclairage sur les côtés avec le haut, Ambilight Spectra 4 pour un éclairage sur les quatre côtés de l'écran (droit gauche haut et bas). En 2009, la société acquiert la compagnie Saeco grand connaisseur des machines à cafés espresso/cappuccino.

### Années 2010
En avril 2011, le groupe décide de se retirer progressivement du marché du téléviseur en créant une coentreprise avec TPV Technology, et ne conserverait que 30 % des parts au bout de six ans. En octobre 2011, le groupe annonce la suppression de 4 500 emplois d'ici 2014 (dont 1 400 aux Pays-Bas), afin de réduire les coûts de 800 millions d'euros. En septembre 2012, 2 200 emplois supplémentaires vont être supprimés « à travers le monde », ce qui porte le total des suppressions de postes prévues d'ici 2014 à 6 700. En janvier 2014, le groupe amorce une mutation stratégique en abandonnant son activité dans les téléviseurs et concentrant son activité sur la santé et l'éclairage. Le 23 septembre 2014, Philips annonce scinder ses opérations en deux sociétés conservant le nom du groupe. L'une rassemble ses activités d'éclairage et l'autre combine ses activités santé et Lifestyle : « Je reconnais l'importance de la décision que nous prenons mais il est temps de commencer la prochaine étape stratégique pour Philips », indique le directeur exécutif de Philips, Frans van Houten. En décembre 2014, Philips acquiert l'entreprise de matériel médical dans les techniques invasives Volcano Corp pour 1,2 milliard de dollars.
En mars 2015, Philips vend 80 % de ses parts dans Lumileds, futur nom de l'entité regroupant ses activités dans les LEDs et dans l'éclairage automobile, pour 2,8 milliards de dollars. Cette vente est annulée en janvier 2016 de par le refus d'une administration américaine. À la suite de cela, en décembre 2016, Philips annonce vendre 80 % de Lumileds au fonds d'investissements Apollo pour 1,5 milliard de dollars. En 2016, Philips fabrique certaines télés de sa gamme sous Android TV. En 2016, Philips dévoile son premier téléviseur à dalle OLED fabriquée par LG tout en intégrant sa technologie phare Ambilight et l'Android TV de Google. La même année, Philips développe une version évoluée de ambilight sous le nom de ambilux cette technologie contrairement à ambilight utilise des jeux de lumières pour agrandir l'image en gardant la structure et l'environnement de l'image comme dans la forme éthique et esthétique des détails techniques de l'image. En février 2016, l'activité Lighting (« Éclairage ») est devenue une entreprise indépendante cotée en Bourse.
En juin 2017, Philips annonce l'acquisition, pour 1,9 milliard, d'euros de Spectranetics, une entreprise américaine spécialisée dans le matériel médical vasculaire. En février 2018, Philips annonce réduire sa participation dans Philips Lighting de douze points, ne gardant qu'une participation de 18,3 %. En juin 2018, Philips annonce l'acquisition de EPD Solutions, une entreprise spécialisée dans les équipements cardiaques, pour 250 millions d'euros.

### Années 2020
En décembre 2020, Philips annonce l'acquisition de BioTelemetry, spécialisée dans la cardiologie, pour 2,8 milliards de dollars.
Philips Domestic Appliances a été transformée en société indépendante en septembre 2021, renommée Versuni et vendue, le même mois, à Hillhouse Capital.
En octobre 2022, l'entreprise annonce une baisse de 5 % de ses effectifs (4 000 suppressions de postes). En janvier 2023, à la suite d'un important rappel d’appareils respiratoires défectueux pour l’apnée du sommeil, l'entreprise annonce 6 000 suppressions d'emplois supplémentaires. Environ 3 000 d’entre elles devaient être mises en œuvre en 2023. Sur l’année 2022, la société totalise une perte nette de 1,6 milliard d’euros, contre un bénéfice net de 3,3 milliards en 2021. L’entreprise emploie alors près de 80 000 personnes, dans une centaine de pays. En 2023, la FDA alerte sur de nouveaux problèmes rapportés concernant les respirateurs artificiels.

## Philips Records
Philips lance son label discographique, Philips Records, en juin 1950. Entre 1950 et 1990, le label compte une large palette d'artistes et groupes tels que Claudio Arrau, le Beaux Arts Trio, Maurice Gendron, Olga Borodina, Alfred Brendel, Frans Brüggen, Colin Davis, Jacques Brel, Juliette Gréco, Johnny Hallyday, Sheila, France Gall, Claude François, Valery Gergiev, Arthur Grumiaux, Bernard Haitink, Clara Haskil, le Quatuor Italiano, Neville Marriner, Riccardo Muti, Jessye Norman, le Quatuor Orlando, Seiji Ozawa, Sviatoslav Richter, Mitsuko Uchida, et Alan Stivell.

## Identité visuelle
Dans les premières années d’existence du groupe, la représentation du nom Philips prend de nombreuses formes. L’une d’entre elles est un logo formé par les initiales de Philips & Co, une autre est le nom Philips imprimé sur le verre des ampoules à filament métallique. La première version du logo Philips est créée en 1926. À cette époque, les emballages de tubes TSF miniwatt et le Philigraph – un des premiers appareils d’enregistrement – sont tous estampillés de trois vagues et quatre étoiles. Ces dernières symbolisent le ciel du soir tandis que les vagues représentent les ondes radio qui le parcourent.
Quatre ans plus tard, on voit pour la première fois les quatre étoiles accompagnées des trois vagues rassemblées dans un cercle. Cette identité visuelle est alors utilisée pour les publicités et un nombre croissant de produits. Afin de se distinguer et pour éviter tout conflit juridique avec des sociétés utilisant des logos circulaires, la société associe le cercle et le mot Philips au sein d’un blason. Les sept lettres majuscules bleues du mot Philips, redessinées en 2008 pour refléter l’évolution du groupe, et le blason, symbole de son histoire, sont devenus les deux représentations graphiques indissociables de la marque.

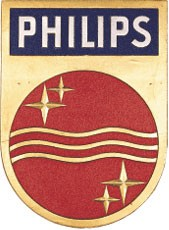
Logo (blason) de Philips de 1938 à 1968.
Logo (blason) de Philips de 1968 à mars 2008.
Logo (blason) de Philips de mars 2008 à novembre 2013.
Logo (texte) de Philips de mars 2008 à novembre 2013.
Logo (texte) actuel de Philips depuis novembre 2013.
Logo (blason) actuel de Philips depuis novembre 2013.

## Domaines

### Produits domestiques

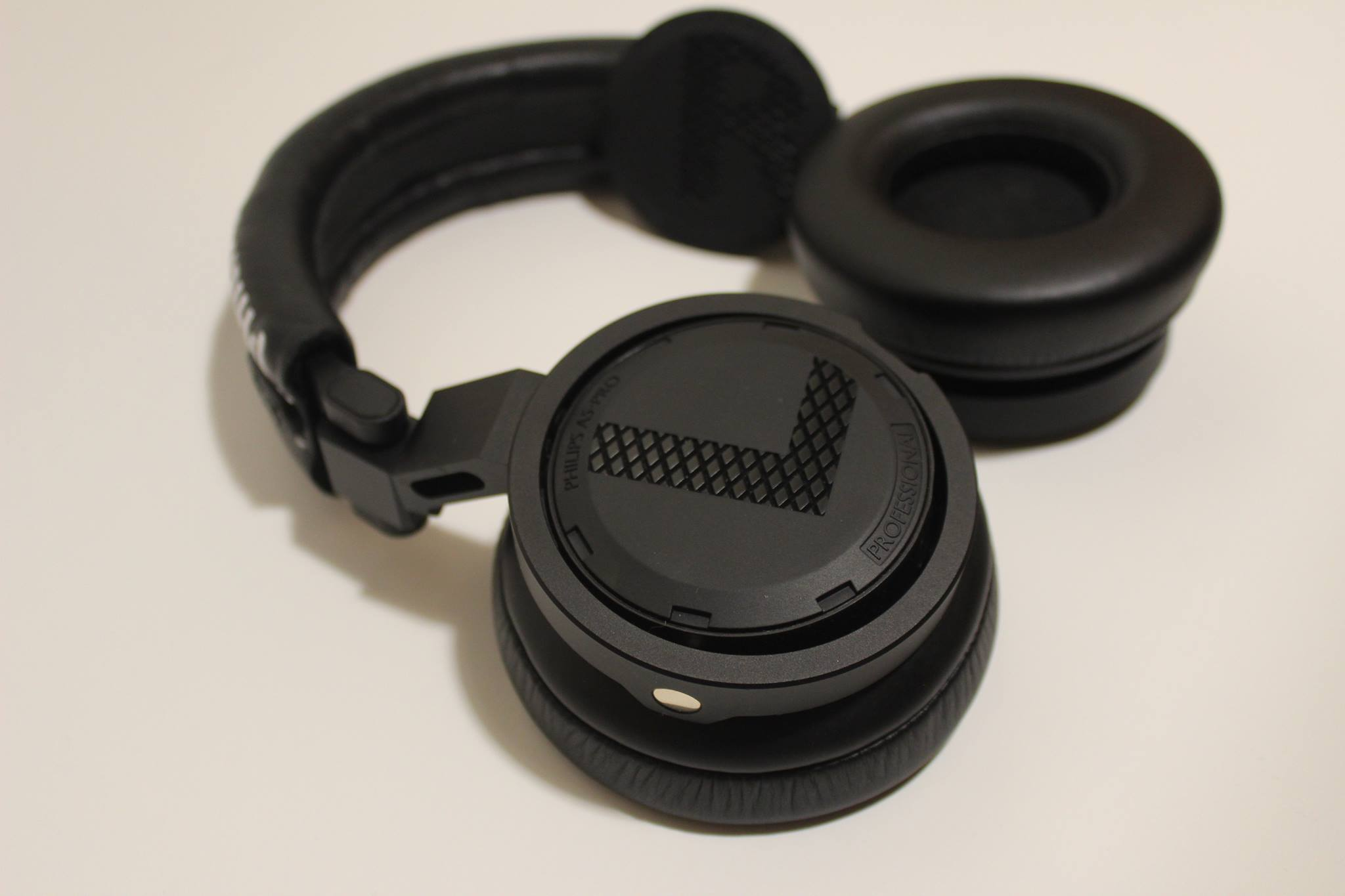
Casque pour DJ fabriqué par Philips. Modèle A5-PRO (designé par Armin Van Buuren).

Philips a intégré l’ensemble des produits à destination du grand public au sein d’une grande et même activité appelée Consumer Lifestyle (« Mode de vie du Consommateur »), renommé par la suite Philips Domestic Appliances. Cette entité intègre les catégories de produits suivantes :
- Soin du corps : rasoirs, tondeuses, épilation, coiffure, sèche-cheveux ;
- Café : machines à filtre, machines à dosettes, machines expresso ;
- Bien-être et santé : puériculture, hygiène bucco-dentaire, réveils simulateur d'aube, masseurs sensuels ;
- Petit électroménager : cuisine, soin du linge, aspirateurs ;
- Téléphones et produits pour ordinateur personnel ;
- Accessoires : casques audio, chargeurs universels, accessoires pour ordinateurs portables, stations d'accueil iPhone et iPod ;
- sous-traité en nom de marque : Image et son : télévision, home cinema, hi-fi, lecteurs DVD et Blu-ray, baladeurs audio et vidéo, cadres numériques.

Philips Domestic Appliances a été vendue, en septembre 2021, à Hillhouse Capital.

### Systèmes de santé
Philips a regroupé l’ensemble des systèmes médicaux conçus dans l’activité Healthcare (« soins de santé »). La conception des appareils s’appuie sur l’idée d’une simplification des démarches de soins pour alléger au maximum les contraintes des patients et des soignants. Philips se concentre aujourd’hui sur plusieurs domaines d’intervention en matière de santé : réanimation – défibrillation ; tomodensitométrie – scanners ; électrocardiographie ; fluoroscopie ; informatique médicale ; suivi médical à domicile ; radiologie interventionnelle ; résonance magnétique – IRM ; mammographie ; arceaux chirurgicaux mobiles ; monitoring ; médecine nucléaire ; imagerie préclinique ; radiographie ; systèmes de radio-oncologie ; accessoires pour professionnels (Capteurs de SpO2, brassards, surveillance des gaz du sang, câbles de télémétrie et fils…) ; échographie.
De façon générale, dans sa démarche stratégique de développement de l’activité Healthcare, Philips met l’accent sur des spécialités cliniques particulières : santé de la femme, anesthésiologie, cardiologie, électrophysiologie, oncologie, orthopédie.

## Recherche et développement
Le premier laboratoire de Recherche et développement Philips voit le jour en 1914, soit 23 ans après la fondation de la petite société familiale Philips and Co. Depuis lors, l’entreprise attache une importance toute particulière à l’innovation, plaçant ses laboratoires de R&D au cœur du processus de conception des produits.
La compagnie commence à protéger ses innovations grâce au dépôt de brevets au début des années 1920. Aujourd'hui, Philips possède un portefeuille de 55 000 brevets et consacre 7 % de son chiffre d’affaires à la recherche et développement. La volonté de Philips de se positionner en tant « qu’entreprise de santé et de bien-être » conduit chaque année la société à réinvestir 9 % du chiffre d’affaires de sa division Healthcare en R&D.

## Implantation mondiale
- CEO : Roy Jakobs, depuis 2022.
- Nombre d’employés : 116 000 en 2009.
- Présence dans plus de 60 pays.

### France

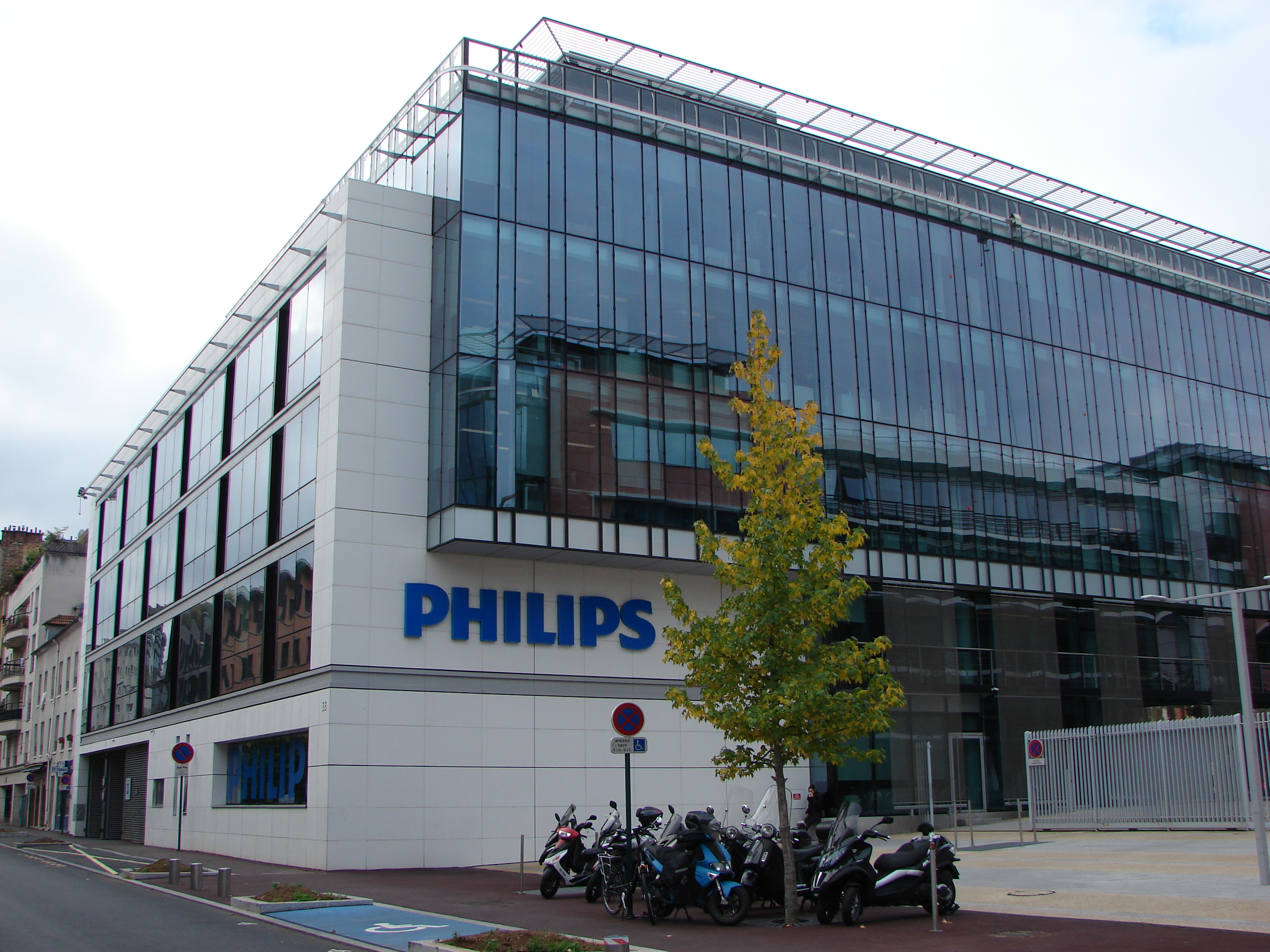
Siège social de Philips France basé à Suresnes, 41-43 rue de Verdun.

Le siège social de Philips France se trouve à Suresnes (Hauts-de-Seine). Il est certifié HQE Exploitation en décembre 2009. Le PDG est depuis février 2016, David Corcos.
La majorité des sites de production ont soit fermé, soit ont été vendus au fil des ans :
- 1990 : À Nogent-le-Rotrou, l'usine Radiotechnique, chargée d'assemblage de téléviseurs, ferme[48] ;
- 2010 : À Dreux, le site d'assemblage de téléviseurs à écran plasma ferme[49].
- 2010 : Le site de Pont-à-Mousson, spécialisé dans la fabrication de lampes halogènes et de lampes à incandescence spéciales, est vendu au groupe Dr. Fischer en 2010[50],[51].
- 2012 : Le site de production de Chalon-sur-Saône, chargé de la fabrication de tubes néon, est repris en 2012 par Nordeon[52] et ferme en 2017[53];
- 2016 : Philips annonce la fermeture de l'usine de Lamotte-Beuvron et la suppression de plus de la moitié des postes de l'usine de Miribel courant 2017[54].

En 2014, la société compte 2 400 employés, contre 3 800 en 2009. La même année, le chiffre d'affaires se trouve à 1,4 milliard d'euros, contre 2,33 milliards d'euros en 2009. En 2015, Philips possédait trois sites industriels en France (Chartres, Lamotte-Beuvron, Miribel).
Dans le cadre de la cession de la branche d'appareils électroménagers Domestic Appliances (dont la filiale française) à la société d'investissement asiatique Hillhouse Capital, un plan de sauvegarde de l'emploi (PSE) concernant 168 salariés (sur les 848 salariés présents en France) prévoyait le licenciement de 80 d'entre elles. En juillet 2021, le tribunal administratif de Cergy-Pontoise a annulé le volet licenciement du PSE.
En juin 2023, plus de 200 personnes ont déposé plainte à Paris dans l'affaire des appareils respiratoires pour l’apnée du sommeil défectueux du groupe Philips.

### Allemagne
Philips Allemagne est fondé en 1926 à Berlin. Son quartier général se trouve désormais à Hambourg. Plus de 4 900 personnes y sont employées.

### Autriche
Le siège de Philips en Autriche se situe à Vienne (Autriche).
En 2006, Philips annonce la fin de ses activités de productions sur le site de Klagenfurt, entrainant la perte de 160 emplois. Ce site est devenu un centre de R&D.

### Royaume-Uni
En janvier 2019, Philips annonce la fermeture pour 2020 de sa dernière usine britannique située à Glemsford qui produit des produits de la gamme Philips Avent. La production doit être transférée aux Pays-Bas à Drachten.
En juillet 2019, Signify (anciennement Philips Lighting) annonce la fermeture de l'usine de Hamilton produisant des lampes à vapeur de sodium en novembre 2019.

### Belgique
En 2009, l'usine d'assemblage de téléviseurs de Bruges ferme, seule l'usine de Turnhout reste active en Belgique.

### Portugal
En 2009, Philips ferme sa dernière usine située au Portugal. Il s'agit d'un site de production de télécommandes situé à Ovar.

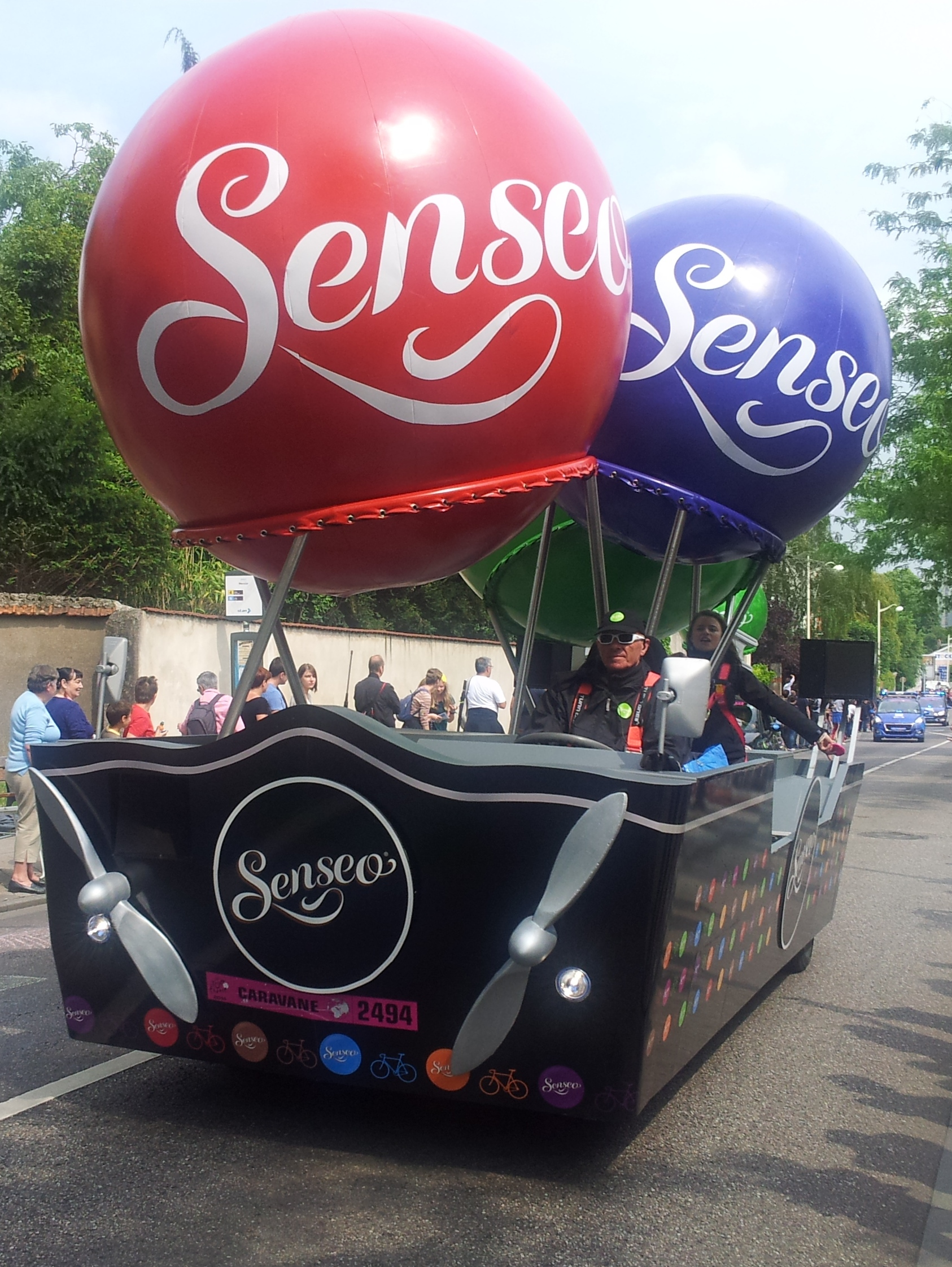
Véhicule publicitaire Senseo lors du Tour de France 2014.

## Principales inventions
- 1963 : la cassette audio (compact audio cassette).
- 1979 : le V2000, format de vidéo analogique à usage domestique.
- 1982 : le disque compact (CD), développé avec Sony.
- 1990 : le luminaire Massilia (ou TrafficVision).
- 1991 : le CD-i, un des premiers systèmes multimédias tout-en-un du marché.
- 1992 : la DCC, cassette audio numérique destinée au grand public, développée avec Matsushita.
- 1999 : le Super-Audio CD, SACD, en partenariat avec Sony.
- 2000 : le baladeur compatible MP3, appareils audio mobiles permettant d'écouter de la musique numérique compressée.
- 2000 : le luminaire Iridium, luminaire respectant la plupart des critères recommandés pour lutter contre la pollution lumineuse.
- 2001 : la Senseo, machine à café à dosettes, aux Pays-Bas.
- 2006 : le disque Blu-ray, en partenariat avec Sony et Panasonic.
- 2009 : le téléviseur Philips Cinema 21:9, le premier téléviseur LCD au format 21/9e.

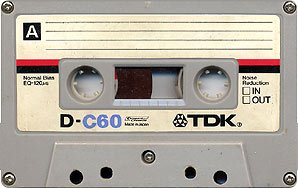
Cassette audio de 60 min de la marque TDK.
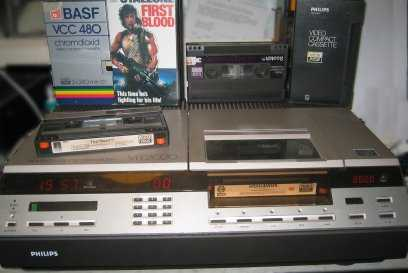
Le VR2020 de Philips, pour le format V2000.
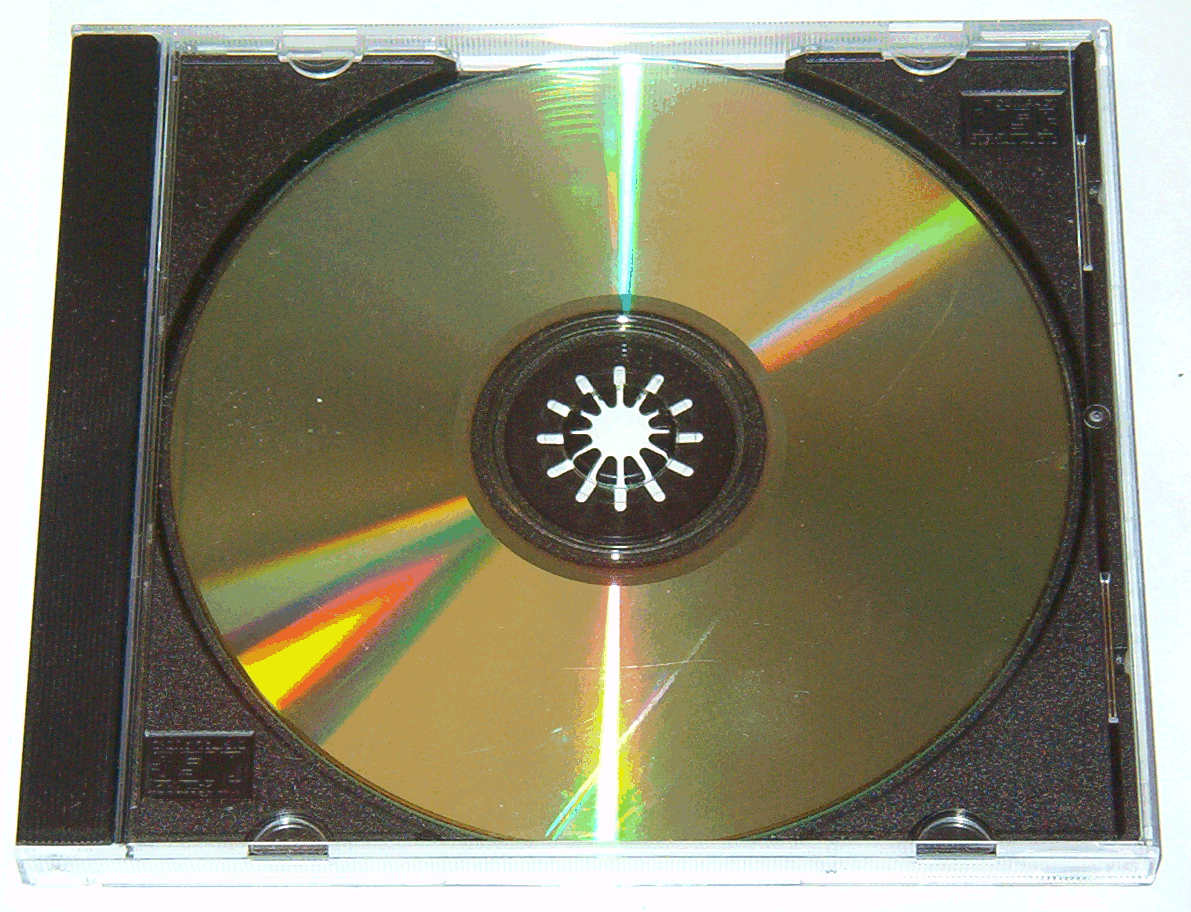
Disque compact.
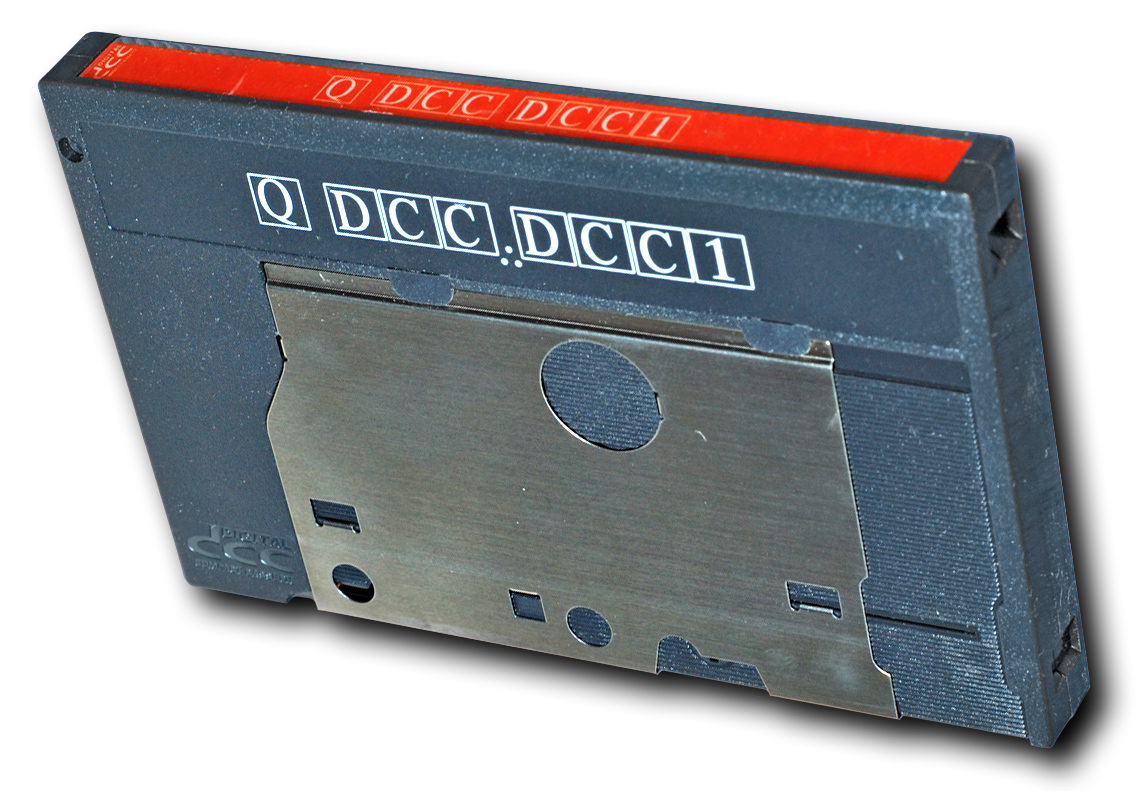
Digital Compact Cassette.
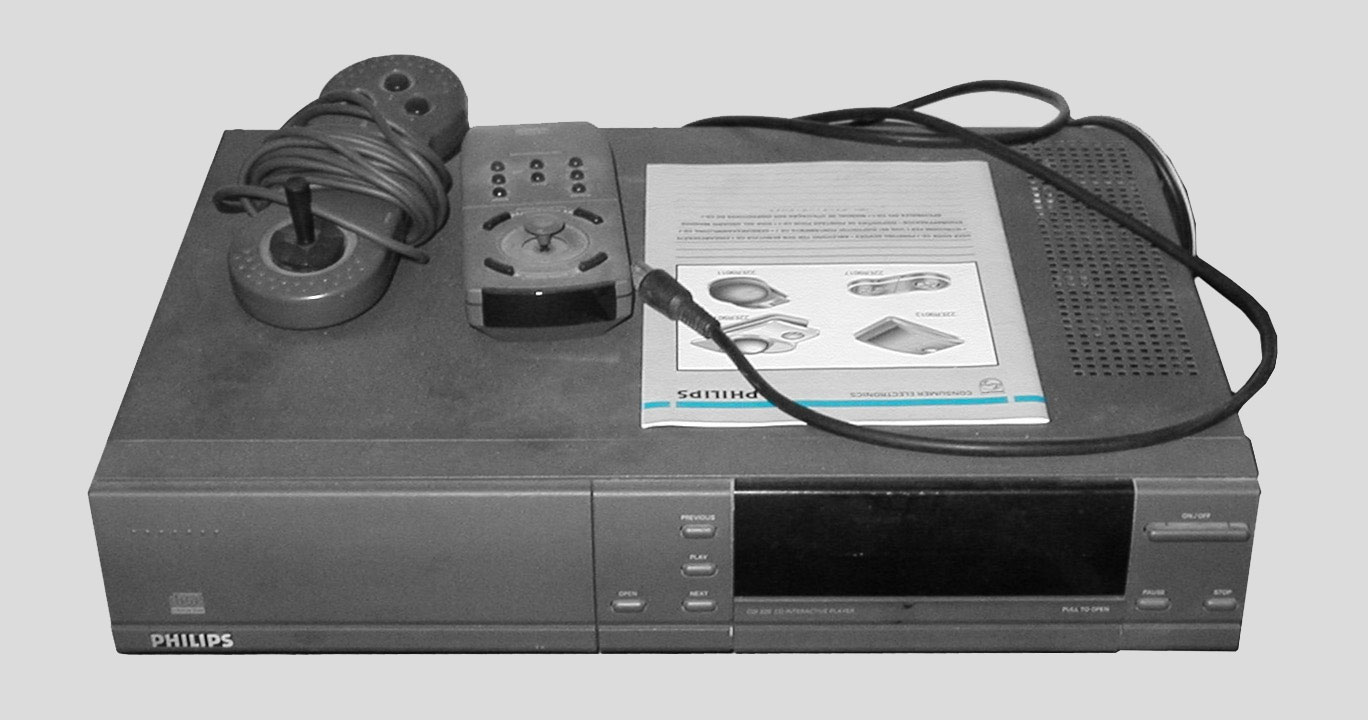
CD-i.
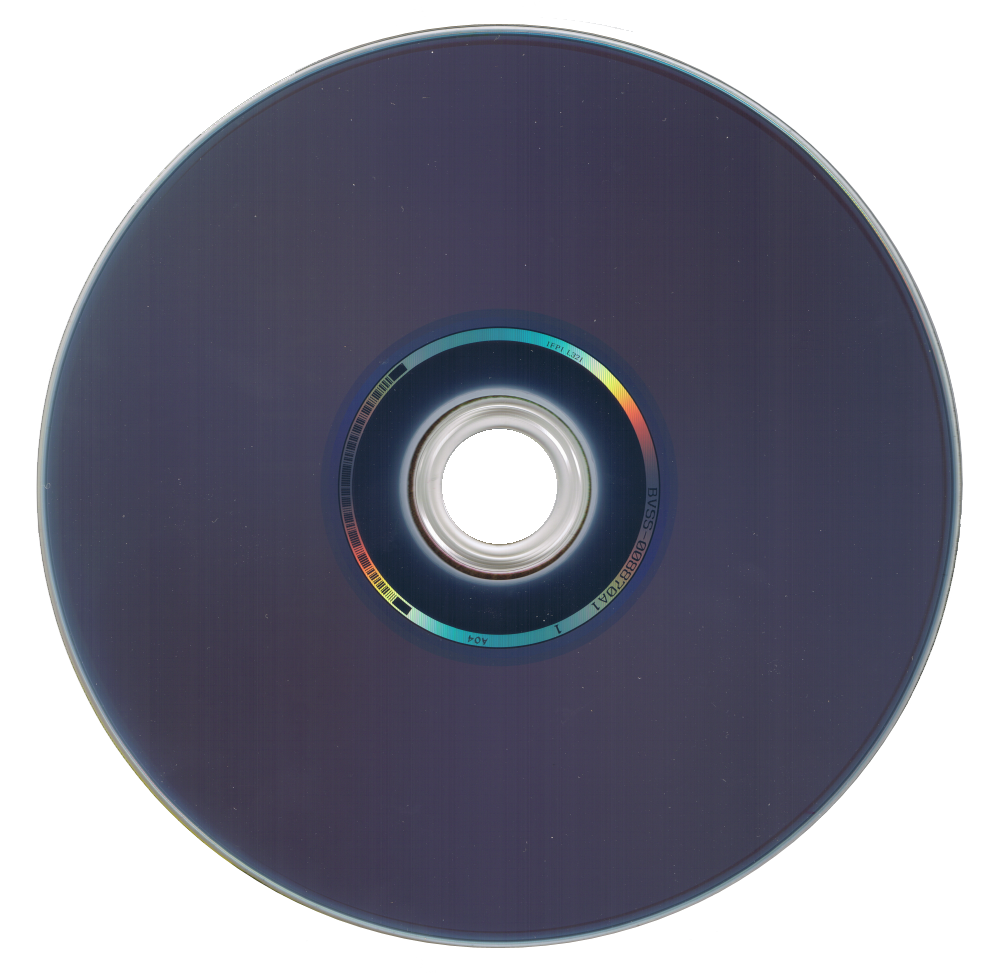
Disque Blu-ray.
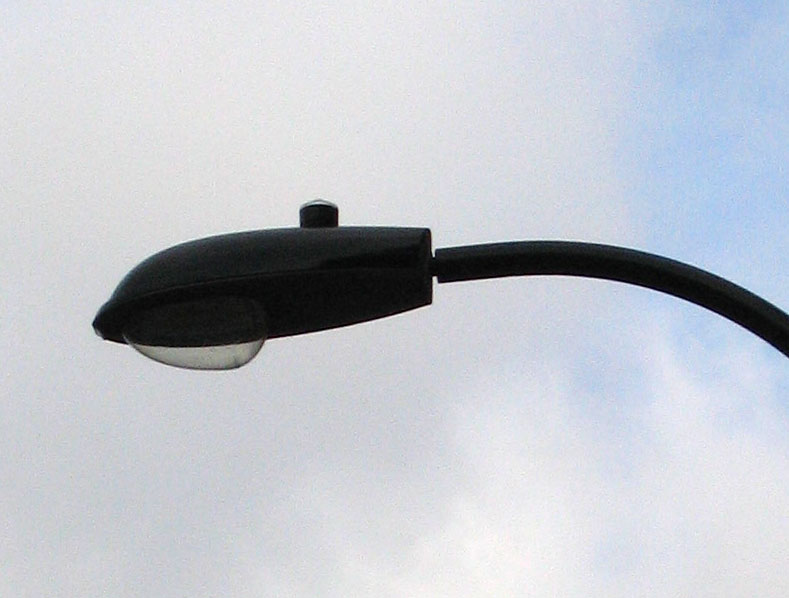
Luminaire Philips Iridium.
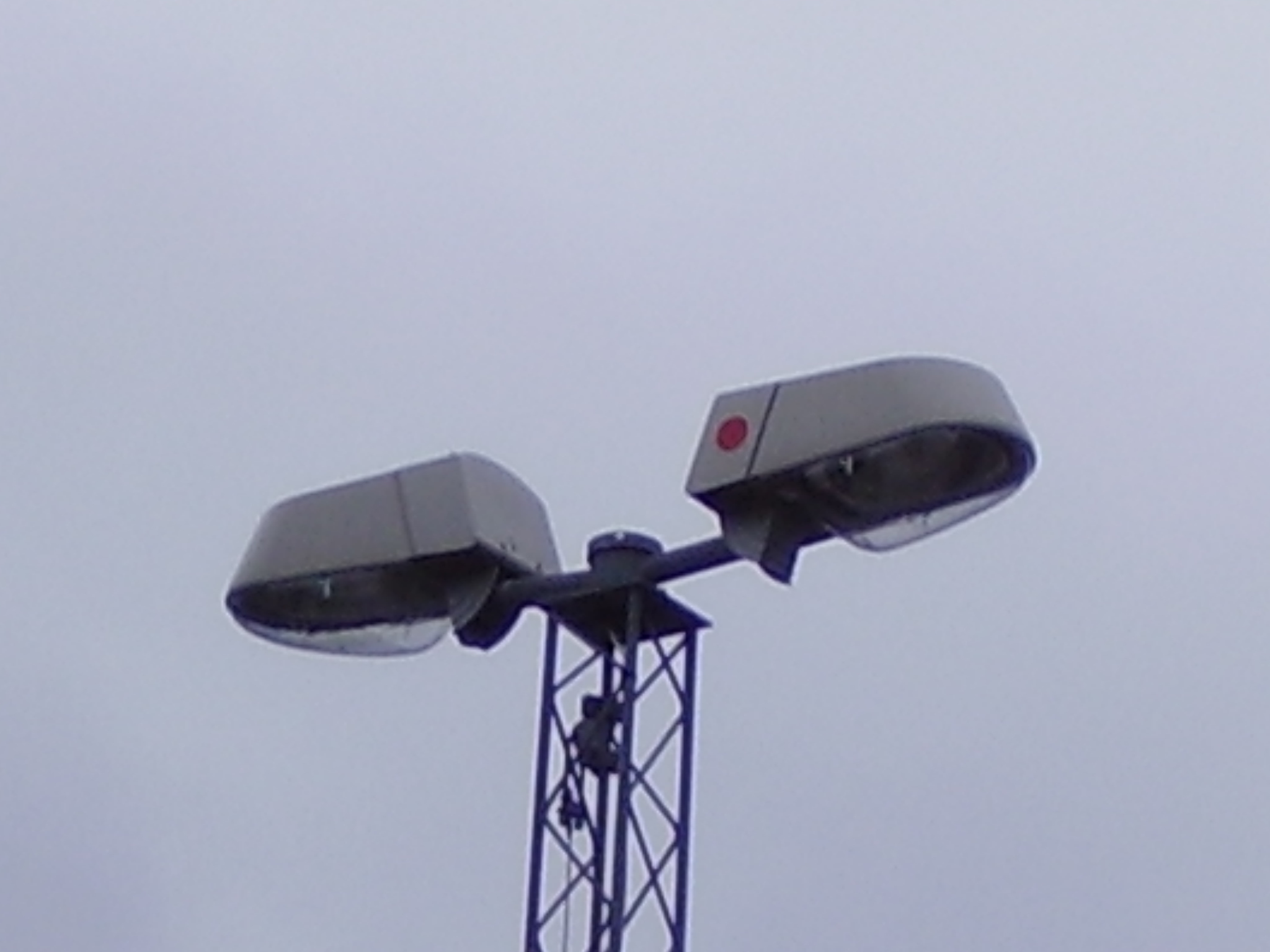
Luminaire TrafficVision.

## Développement durable
Le premier programme Ecovision Philips a été développé en 1998 et concernait l’impact des activités industrielles et la qualité des produits commercialisés. Le programme Philips Ecovision 5 comprend l’ensemble des dispositions et objectifs de Philips en matière de développement durable d’ici à 2015. Philips projette de fournir des soins à 500 millions de personnes, d’améliorer de 50 % l’efficacité énergétique de son portefeuille mondial de produits et de doubler ses activités de recyclage ainsi que l’utilisation de matériaux recyclés.
Le siège social Philips France situé à Suresnes est certifié HQE Exploitation le 9 décembre 2009. Les sites industriels sont tous certifiés ISO 9001, OHSAS 18001 et ISO 14001. La société a créé son propre label « Vert » pour lequel l’éligibilité d’un produit est fonction des mesures obtenues sur différents critères : efficacité énergétique, emballage, matières dangereuses, poids, recyclage, durée de vie.

## Actionnaires
Au 29 avril 2019.
| Nom                                                 | Actions    | %    |
| The Vanguard Group                                  | 30 430 744 | 3,29 |
| Wellington Management                               | 29 596 789 | 3,20 |
| Amundi Asset Management                             | 25 828 257 | 2,79 |
| BlackRock Investment Management                     | 24 493 462 | 2,64 |
| Capital Research & Management Co. (World Investors) | 20 569 500 | 2,22 |
| Norges Bank Investment Management                   | 18 131 432 | 1,96 |
| BNP Paribas Asset Management France                 | 15 577 346 | 1,68 |
| BlackRock Fund Advisors                             | 13 799 946 | 1,49 |
| Fidelity Management & Research                      | 11 587 763 | 1,25 |
| Lyxor International Asset Management                | 10 064 672 | 1,09 |